# Callirrhoé (Athènes)
Pour les articles homonymes, voir Callirrhoé.
Callirrhoé est le nom d'une source  de l'Athènes antique, parfois aussi appelée « Énnéakrounos » (la fontaine aux neuf bouches), située près de l'Acropole, régulièrement personnifiée dans l'art et probablement présente au coin sud (à droite) du fronton ouest du Parthénon.
Selon Thucydide, l'eau de la fontaine Callirhoé servait aux rituels religieux, principalement les mariages. Elle était selon lui située sur les bords de l'Ilissós, au sud de l'Acropole. Il n'est cependant pas clair dans les sources si les travaux de réaménagement menés par les Pisistratides ont transformé la fontaine Callirhoé, devenue « Énnéakrounos » (la fontaine aux neuf bouches) ou s'ils ont remplacé la fontaine Callirhoé par la fontaine Énnéakrounos comme principale source d'approvisionnement en eau de la cité. En effet, Pausanias la situe sur l'agora, au nord-ouest de l'acropole.

## Sources
- Gilbert Argoud, « L'alimentation en eau des villes grecques », dans Jean Métral et Paul Sanlaville, L'homme et l'eau en Méditerranée et au Proche-Orient. I. Séminaire de recherche 1979-1980, Lyon, Maison de l'Orient et de la Méditerranée Jean Pouilloux, 1981
- (en) JDM, « Callirrhoe », dans Simon Hornblower, Anthony Spawforth et Esther Eidinow, The Oxford Classical Dictionary, Oxford, Oxford UP, 2012 (ISBN 978-0199545568)